# Premiul Emmy pentru cel mai bun actor într-o miniserie sau un film
Premiul Emmy pentru cel mai bun actor într-o miniserie sau un film de televiziune (Primetime Emmy Award for Outstanding Lead Actor in a Limited or Anthology Series or Movie) este acordat din 1955 de Academy of Television Arts & Sciences. 
A suferit mai multe schimbări de nume, categoria fiind împărțită în două la cea de-a 25-a ediție a Premiilor Emmy: actor principal într-un program special – dramă sau comedie  și cel mai bun actor principal într-o serie limitată. La cea de-a 31-a ediție a Premiilor Emmy, categoriile au fost unite într-una singură, iar de atunci a suferit mai multe schimbări de nume, ducând la titlul actual.

## Lista câștigătorilor

### Anii 1950
- 1955 : Robert Cummings pentru rolul din Studio One
- 1956 : Lloyd Nolan pentru rolul din Ford Star Jubilee
- 1957 : Jack Palance pentru rolul din Playhouse 90
- 1958 : Peter Ustinov pentru rolul din Omnibus
- 1959 : Fred Astaire pentru rolul din An Evening with Fred Astaire

### Anii 1960
- 1960 : Laurence Olivier pentru rolul din The Moon and Sixpence
- 1961 : Maurice Evans pentru rolul din Hallmark Hall of Fame
- 1962 : Peter Falk pentru rolul din The Dick Powell Theatre
- 1963 : Trevor Howard pentru rolul din Hallmark Hall of Fame
- 1964 : Jack Klugman pentru rolul din The Defenders
- 1965 : Alfred Lunt pentru rolul din Hallmark Hall of Fame
- 1966 : Cliff Robertson pentru rolul din Bob Hope Presents the Chrysler Theatre
- 1967 : Peter Ustinov pentru rolul din Hallmark Hall of Fame
- 1968 : Melvyn Douglas pentru rolul din CBS Playhouse
- 1969 : Paul Scofield pentru rolul din Prudiential's On Stage

### Anii 1970
- 1970 : Peter Ustinov pentru rolul din A Storm in Summer
- 1971 : George C. Scott pentru rolul din The Price
- 1972 : Keith Michell pentru rolul din The Six Wives of Henry VIII
- 1973 : Laurence Olivier pentru rolul din Long Day's Journey Into Night / Anthony Murphy pentru rolul din Tom Brown's Schooldays
- 1974 : Hal Holbrook pentru rolul din Pueblo / William Holden pentru rolul din The Blue Knight
- 1975 : Laurence Olivier pentru rolul din Love Among the Ruins / Peter Falk pentru rolul din Columbo
- 1976 : Anthony Hopkins pentru rolul din The Lindbergh Kidnapping Case / Hal Holbrook pentru rolul din Sandburg's Lincoln
- 1977 : Ed Flanders pentru rolul din Harry S. Truman: Plain Speaking / Christopher Plummer pentru rolul din The Moneychangers
- 1978 : Fred Astaire pentru rolul din A Family Upside Down / Michael Moriarty pentru rolul din Holocaust
- 1979 : Peter Strauss pentru rolul din The Jericho Mile

### Anii 1980
- 1980 : Powers Boothe pentru rolul din Guyana Tragedy: The Story of Jim Jones
- 1981 : Anthony Hopkins pentru rolul din The Bunker
- 1982 : Mickey Rooney pentru rolul din Bill
- 1983 : Tommy Lee Jones pentru rolul din The Executioner's Song
- 1984 : Laurence Olivier pentru rolul din King Lear
- 1985 : Richard Crenna pentru rolul din The Rape of Richard Beck
- 1986 : Dustin Hoffman pentru rolul din Death of a Salesman
- 1987 : James Woods pentru rolul din Promise
- 1988 : Jason Robards pentru rolul din Inherit the Wind
- 1989 : James Woods pentru rolul din My Name Is Bill W.

### Anii 1990
- 1990 : Hume Cronyn pentru rolul din Age-Old Friends
- 1991 : John Gielgud Jones pentru rolul din Summer's Lease
- 1992 : Beau Bridges pentru rolul din Without Warning: The James Brady Story
- 1993 : Robert Morse pentru rolul din Tru
- 1994 : Hume Cronyn pentru rolul din To Dance with the White Dog
- 1995 : Raúl Juliá pentru rolul din The Burning Season
- 1996 : Alan Rickman pentru rolul din Rasputin: Dark Servant of Destiny
- 1997 : Armand Assante pentru rolul din Gotti
- 1998 : Gary Sinise pentru rolul din George Wallace
- 1999 : Stanley Tucci pentru rolul din Winchell

### Anii 2000
- 2000 : Jack Lemmon pentru rolul din Tuesdays with Morrie
- 2001 : Kenneth Branagh pentru rolul din Conspiracy
- 2002 : Albert Finney pentru rolul din The Gathering Storm
- 2003 : William H. Macy pentru rolul din Door to Door
- 2004 : Al Pacino pentru rolul din Angels in America
- 2005 : Geoffrey Rush pentru rolul din The Life and Death of Peter Sellers
- 2006 : Andre Braugher pentru rolul din Thief
- 2007 : Robert Duvall pentru rolul din Broken Trail
- 2008 : Paul Giamatti pentru rolul din John Adams
- 2009 : Brendan Gleeson pentru rolul din Into the Storm

### Anii 2010
- 2010 : Al Pacino pentru rolul din You Don't Know Jack
- 2011 : Barry Pepper pentru rolul din The Kennedys
- 2012 : Kevin Costner pentru rolul din Hatfields & McCoys
- 2013 : Michael Douglas pentru rolul din Behind the Candelabra
- 2014 : Benedict Cumberbatch pentru rolul din Sherlock: His Last Vow
- 2015 : Richard Jenkins pentru rolul din Olive Kitteridge
- 2016 : Courtney B. Vance pentru rolul din The People v. O. J. Simpson
- 2017 : Riz Ahmed pentru rolul din The Night Of
- 2018 : Darren Criss pentru rolul din The Assassination of Gianni Versace
- 2019 : Jharrel Jerome pentru rolul din When They See Us

### Anii 2020
- 2020 : Mark Ruffalo pentru rolul din I Know This Much Is True
- 2021 : Ewan McGregor pentru rolul din Halston
- 2022 : Michael Keaton pentru rolul din Dopesick[1]
- 2023 : Steven Yeun pentru rolul din Beef
- 2024 : Richard Gadd pentru rolul din Baby Reindeer